# Qualificazioni al campionato mondiale di calcio 2026 - AFC - seconda fase - girone C
Questa voce raccoglie i risultati delle partite del girone C valido come secondo turno di qualificazione al Campionato mondiale di calcio 2026 per la zona di competenza dell'AFC.
| Squadra       | P.ti | G | V | P | S | RF | RS | DR  |
| ------------- | ---- | - | - | - | - | -- | -- | --- |
| Corea del Sud | 16   | 6 | 5 | 1 | 0 | 20 | 1  | +19 |
| Cina          | 8    | 6 | 2 | 2 | 2 | 9  | 9  | 0   |
| Thailandia    | 8    | 6 | 2 | 2 | 2 | 9  | 9  | 0   |
| Singapore     | 1    | 6 | 0 | 1 | 5 | 5  | 24 | -19 |

## Risultati

### 1ª giornata
| Arbitro: | Bijan Heydari |

|                                                                                |           |  |
| Cho 44’ Hwang H.C. 49’ Son Heung-min 63’ Hwang U.J. 68’ (rig.) Lee Kang-in 85’ | Marcatori |  |

| Arbitro: | Salman Falahi |

|            |           |                      |
| Yooyen 23’ | Marcatori | 29’ Wu 74’ Shangyuan |

### 2ª giornata
| Arbitro: | Ahmad Al-Ali |

|            |           |                               |
| Shawal 41’ | Marcatori | 5’ Supachok 66’, 87’ Suphanat |

| Arbitro: | Abdulrahman Al-Jassim |

|  |           |                               |
|  | Marcatori | 11’ (rig.), 45’ Son 87’ Jeong |

### 3ª giornata
| Arbitro: | Shaun Evans |

|                      |           |               |
| Ramli 53’ Mahler 81’ | Marcatori | 10’, 45+2’ Wu |

| Arbitro: | Khalid Saleh Al Turais |

|         |           |             |
| Son 42’ | Marcatori | 61’ Mueanta |

### 4ª giornata
| Arbitro: | Omar Al-Ali |

|                                               |           |           |
| Wu 21’, 85’ Fernandinho 65’ (rig.) Shihao 90’ | Marcatori | 22’ Ramli |

| Arbitro: | Adham Makhadmeh |

|  |           |                          |
|  | Marcatori | 19’ Lee 54’ Son 82’ Park |

### 5ª giornata
| Arbitro: | Sadullo Gulmurodi |

|  |           |                                                                                              |
|  | Marcatori | 9’, 54’ Lee Kang-in 20’ Joo Min-kyu 53’, 56’ Son Heung-min 79’ Bae Jun-ho 81’ Hwang Hee-chan |

| Arbitro: | Ilgiz Tantashev |

|                  |           |              |
| Zhang Yuning 79’ | Marcatori | 20’ Supachok |

### 6ª giornata
| Arbitro: | Mohammed Al Hoish |

|                 |           |  |
| Lee Kang-in 61’ | Marcatori |  |

| Arbitro: | Mohanad Qasim Sarray |

|                                        |           |               |
| Suphanat 37’ Poramet 79’ Jaroensak 86’ | Marcatori | 57’ Ik. Fandi |